# Bokashi
Bokashi é um adubo orgânico. O nome tem origem japonesa e significa diluir, borrifar também significando composto orgânico.
O composto é uma mistura de diversos ingredientes orgânicos que, após o processo de fermentação, é utilizado na adubação orgânica com excelentes resultados. O Bokashi fornece macro e micro nutrientes de forma natural, equilibrada e na dosagem certa, não tem cheiro e libera os nutrientes imediatamente após a sua aplicação. É um produto totalmente orgânico que mantêm as plantas bem nutridas, além de manter o meio de cultivo com vida.
O composto é utilizado no cultivo de orquídeas com formulações prevalecendo componentes nitrogenados ou fosforados.